# Monte Nuussuup

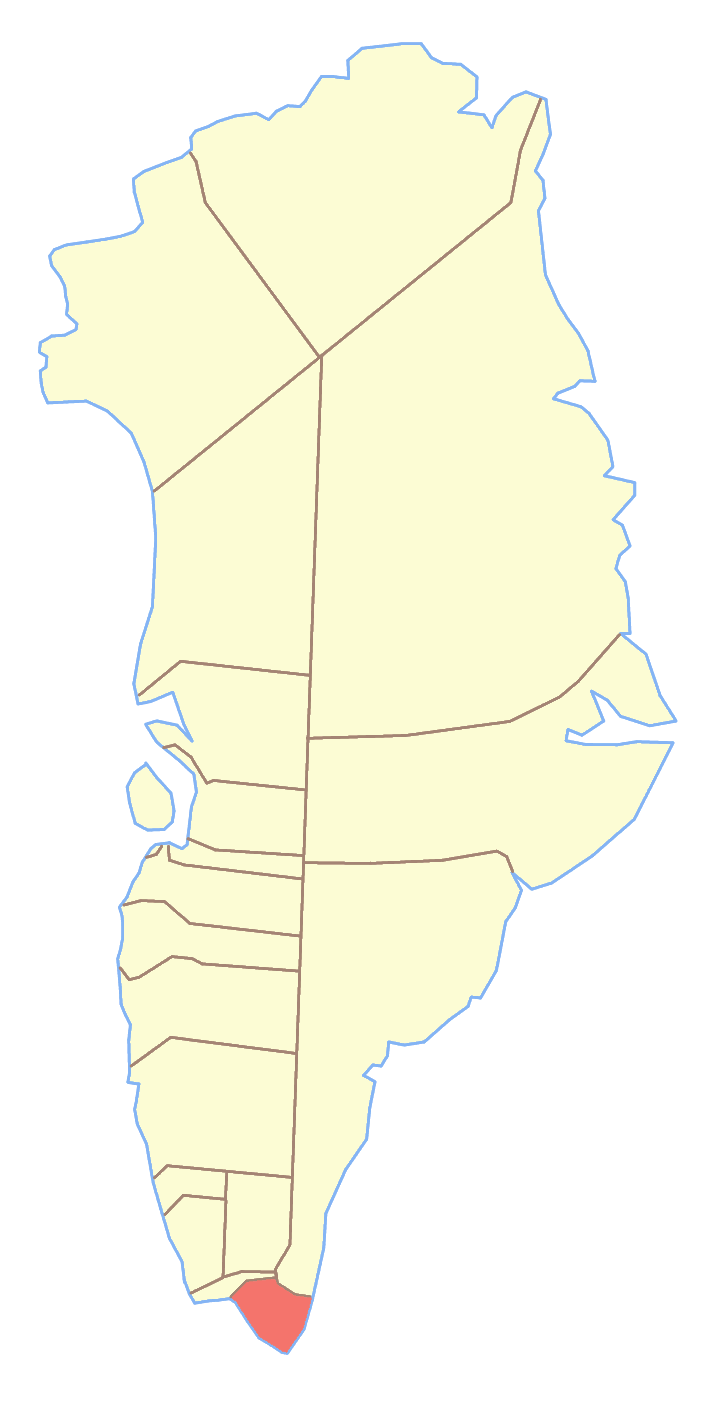
Ex comune di Nanortalik, dove si trovava il Monte Nuussuup

Il monte Nuussuup (groenlandese: Nuussuup Qaqqaa) è una montagna della Groenlandia di 1302 m. Si trova a 60°23'N 44°44'O, appartiene al comune di Kujalleq.